# Silver Grove
Silver Grove és una població dels Estats Units a l'estat de Kentucky. Segons el cens del 2000 tenia 1.215 habitants.

## Demografia
Segons el cens del 2000, Silver Grove tenia 1.215 habitants, 474 habitatges, i 317 famílies. La densitat de població era de 384,5 habitants/km².
Dels 474 habitatges en un 35,9% hi vivien nens de menys de 18 anys, en un 51,5% hi vivien parelles casades, en un 10,8% dones solteres, i en un 33,1% no eren unitats familiars. En el 30,6% dels habitatges hi vivien persones soles el 9,3% de les quals corresponia a persones de 65 anys o més que vivien soles. El nombre mitjà de persones vivint en cada habitatge era de 2,56 i el nombre mitjà de persones que vivien en cada família era de 3,16.
Per edats la població es repartia de la següent manera: un 28,1% tenia menys de 18 anys, un 10% entre 18 i 24, un 32,4% entre 25 i 44, un 18% de 45 a 60 i un 11,4% 65 anys o més.
L'edat mediana era de 32 anys. Per cada 100 dones de 18 o més anys hi havia 109,4 homes.
La renda mediana per habitatge era de 32.448 $ i la renda mediana per família de 41.691 $. Els homes tenien una renda mediana de 36.083 $ mentre que les dones 23.977 $. La renda per capita de la població era de 15.129 $. Entorn del 8,8% de les famílies i el 10,7% de la població estaven per davall del llindar de pobresa.

## Poblacions més properes
El següent diagrama mostra les poblacions més properes.